# 克里斯汀·貝爾之黑暗時刻
《迷魂殺陣》（英語：The Machinist）是一部2004年心理驚悚片，由布雷·安德森執導。

## 劇情簡介
崔佛（克里斯汀·貝爾飾）因失眠了整整一年，日漸消瘦形同槁木死灰，無論身體或精神狀態都亮起紅燈。他的世界逐漸變成一場逼真的惡夢，看到別人看不到的東西，此時他唯一的慰藉只剩下電話應召女郎（珍妮佛·傑森·李飾）。他下定決心去找到答案，展開一場自我覺醒的旅程，然而當他明白的越多，真相卻令他抓狂。

## 外部連結
- 製作公司網站
- 互联网电影数据库（IMDb）上《克里斯汀·貝爾之黑暗時刻》的资料（英文）
- AllMovie上《克里斯汀·貝爾之黑暗時刻》的资料（英文）
- 爛番茄上《克里斯汀·貝爾之黑暗時刻》的資料（英文）